# أليكس ريوس
أليكس ريوس (بالإنجليزية: Alex Ríos) هو لاعب كرة قاعدة أمريكي، ولد في 18 فبراير 1981 في مقاطعة كوفي في الولايات المتحدة.

## وصلات خارجية
- أليكس ريوس على موقع دوري كرة القاعدة الرئيسي (الإنجليزية)
- أليكس ريوس على موقعبيزبول رفرنس.كوم (الدوري الرئيسي) (الإنجليزية)
- أليكس ريوس على موقعبيزبول رفرنس.كوم (الدوري الثانوي) (الإنجليزية)
- أليكس ريوس على موقع إي إس بي إن.كوم (أم.أل.بي) (الإنجليزية)
- أليكس ريوس على موقع مشجعي الرسوم البيانية (الإنجليزية)